# المقاطعات العثمانية قصيرة العمر
خلال قرون طويلة من تاريخ الدولة العثمانية تأسست عدة مقاطعات عثمانية (تُعرف باسم الأيالات أو الولايات) لفترات قصيرة نسبيًا، إما بسبب التنازل عنها لقوى أجنبية، أو حصولها على الاستقلال، أو ببساطة اندماجها مع مقاطعات أخرى.

## الإيالات
- تم أخذ إيالة تفليس من كارتلي في 1578/9، ولكن ثبتت صعوبة إخضاع الدولة: فقد العثمانيون تفليس في عام 1583، ثم فقدوا الأرض بأكملها باستثناء لوري وغوري، وكلاهما صارتا إيالتين بدلًا من تفليس، لكنهما فُقدتا في وقت لاحق في 1590 و1599 على التوالي.[1]
- كانت إيالة كاخيتي اسميًا إيالة في عام 1578، عندما أصبح الملك أليكسندر بمثابة بكلربك لمملكته.[1]
- كانت إيالة شيرفان موجودة في الفترة من 1578 إلى 1604، وكانت في السابق تابعة للعثمانيين لعدة سنوات بعد 1533.[1]
- تم احتلال إيالة داغستان عام 1578 وظلت في قبضة العثمانيين حتى بداية القرن التالي.[1]
- كانت إيالة ساروهان إحدى إيالات الدولة العثمانية من 1845 إلى 1847[بحاجة لمصدر]
- تم تشكيل إيالة زغتفار ((بالتركية: Sigetvar Eyaleti)‏؛[2] (بالمجرية: Szigetvári vilájet)‏؛ (بالكرواتية: Sigetvarski vilajet)‏ في حوالي العام 1596 وظلت حتى عام 1600. لقد شملت أجزاء من المجر الحالية وكرواتيا. كانت العاصمة زغتفار. تم نقلها لاحقًا إلى إيالة كانيزسا.
- كانت إيالة كردستان (اللغة العثمانية: ايالت كردستان، Eyâlet-i Kurdistân[3]) موجودة من 1847 إلى 1867 (أي لمدة 20 عامًا). ومن المربك أن بعض الإيالات المجاورة، مثل شهرزور، يشار إليها أحيانًا باسم «كردستان».[4] لقد تم تأسيسها من قبل الدولة العثمانية بعد قمع تمرد بدرخان بك في عام 1847. وفي 14 ديسمبر 1847، نشرت صحيفة الدولة العثمانية - تقويم وقايع - إشعارًا رسميًا يعلن إنشاء «مقاطعة كردستان».[5] كانت منطقة الإيالة مأهولة بشكل رئيسي من قبل المسلمين الناطقين باللغة الكردية. أما بالنسبة للكتاب السنوي، فقد اشتمل على كل من هكاري ودرسيم وديار بكر في عام 1849.[بحاجة لمصدر] تم تعديل الإعداد الإقليمي فيما بعد وتم حله في عام 1867.[6]

## الولايات
- ولاية درسيم أو ولاية هوزات: كانت موجودة من 1879 إلى 1886 (أي لمدة 7 سنوات)؛ كانت العاصمة تونجلي.
- كانت ولاية هكاري موجودة من 1876 إلى 1888 (أي لمدة 12 عامًا)؛ كانت العاصمة هكاري.
- كانت ولاية كاراسي موجودة من 1881 إلى 1888 (أي لمدة 7 سنوات)؛ كانت العاصمة كاريسي.
- نشأت ولاية بريزرين من عام 1868 أو 1871 إلى 1877 (6 سنوات). تم إنشاؤها من خلال ضم سنجق بريزرين مع سنجق ديبرا وسنجق أسكوب وسنجق نيش في ولاية واحدة.[7][8] وفي عام 1874، تم نقل مقر الولاية إلى بريشتينا.[9] وفي أواخر القرن التاسع عشر، ورد أن مساحتها بلغت 18320 ميلًا مربعًا (47400 كيلومتر مربع).[10] أصبحت جزءً من ولاية قوصوة، التي تأسست عام 1877.
- تم إنشاء ولاية الهرسك بواسطة محمود نديم باشا، عندما فصل الهرسك عن البوسنة في عام 1875 وشكل مقاطعة جديدة، مع سنجقين اثنين هما موستار وجاكو.[11] أعيد دمج ولاية الهرسك في ولاية البوسنة في عام 1877. وبحسب ما ورد فقد كانت تبلغ مساحتها 5720 ميلًا مربعًا (14800 كيلومتر مربع).[10][بحاجة لمصدر أفضل]
- ولاية Hatt-Equstuva (الاستوائية) الملحقة بخديوية مصر الخاضعة للسيطرة العثمانية (قبل: إيالة مصر)، وكانت موجودة لمدة 10 سنوات بدءً من غزو أراضي شمال أوغندا مثل Wadelai بواسطة مفوضين مثل أمين باشا[12] وصامويل بيكر من منطقة السودان. لقد طالب بها كل من الحكام المصريين الترك والمسؤولين البريطانيين في عام 1872 واستمرت حتى الاحتلال البريطاني المؤكد للخديوية التي سيطر عليها العثمانيون في المناطق الجنوبية من مصر.[13][14]